# Victor Ginsburgh
Victor Alexandre Ginsburgh, belgijski ekonomist in pedagog, * 1939, Ruanda.

## Življenjepis
Študiral je na Université Libre de Bruxelles, kjer je leta 1972 doktoriral iz ekonomije.

## Sklic
1. ↑  Nacionalna zbirka normativnih podatkov Češke republike